# 馬馴 (正統進士)
馬馴（1421年—1496年），字德良，福建汀洲府長汀縣人，民籍。明朝政治人物。進士出身。

## 生平
正統九年（1444年）甲子科福建鄉試第五名，正統十年（1445年）乙丑科會試第二十名，殿試登進士第三甲第七十八名。擔任戶部主事，后升任湖廣巡撫。

## 家族
曾祖馬得夫。祖父馬時中。父亲馬壬敏。